# Torneo de Monastir 2023
El Jasmin Open 2023 fue un evento de tenis profesional de la WTA Tour 2023 fue parte de los eventos de la categoría WTA 250, se jugó en superficie dura. Se trató de la 2.ª edición del torneo y se llevó a cabo en Monastir, Túnez entre el 16 al 22 de octubre.

## Distribución de puntos
| Modalidad           | Campeona | Finalista | Semifinales | Cuartos de final | 2.ª ronda | 1.ª ronda | Clasificadas | 2.ª ronda de clasificación | 1.ª ronda de clasificación |
| Individual femenino | 280      | 180       | 110         | 60               | 30        | 1         | 18           | 12                         | 1                          |
| Dobles femenino     | 280      | 180       | 110         | 60               | 1         | -         | -            | -                          | -                          |

## Cabezas de serie

### Individuales femenino
| Tenista          | Ranking | Preclasificada |
| Jasmine Paolini  | 31      | 1              |
| Elise Mertens    | 41      | 2              |
| Martina Trevisan | 42      | 3              |
| Lesia Tsurenko   | 43      | 4              |
| Anna Schmiedlová | 59      | 5              |
| Lucia Bronzetti  | 63      | 6              |
| Magdalena Fręch  | 70      | 7              |
| Clara Burel      | 73      | 8              |

- Ranking del 9 de octubre de 2023.

### Dobles femenino
| Tenista                              | Ranking | Preclasificada |
| Anna Danilina Alexandra Panova       | 93      | 1              |
| Cristina Bucșa Bibiane Schoofs       | 151     | 2              |
| Weronika Falkowska Anna Sisková      | 168     | 3              |
| Angelica Moratelli Camilla Rosatello | 183     | 4              |

## Campeonas

### Individual femenino
Elise Mertens  venció a  Jasmine Paolini por 6-3, 6-0

### Dobles femenino
Sara Errani /  Jasmine Paolini vencierona  Mai Hontama /  Natalija Stevanović por 2-6, 7-6(4), [10-6]